# Sandpelargonspindling
Sandpelargonspindling (Cortinarius violilamellatus) är en svampart som beskrevs av A. Pearson ex P.D. Orton 1984. Sandpelargonspindling ingår i släktet Cortinarius och familjen spindlingar.  Arten är reproducerande i Sverige. Inga underarter finns listade i Catalogue of Life.